# Ліндон (Юта)
Ліндон (англ. Lindon) — місто (англ. city) в США, в окрузі Юта штату Юта. Населення — 11 397 осіб (2020).

## Географія
Ліндон розташований за координатами 40°20′27″ пн. ш. 111°43′3″ зх. д. / 40.34083° пн. ш. 111.71750° зх. д. (40.340845, -111.717548).  За даними Бюро перепису населення США в 2010 році місто мало площу 22,18 км², з яких 21,70 км² — суходіл та 0,48 км² — водойми.

## Демографія
Згідно з переписом 2010 року, у місті мешкало 10 070 осіб у 2518 домогосподарствах у складі 2279 родин. Густота населення становила 454 особи/км².  Було 2602 помешкання (117/км²).
Расовий склад населення:
| - 91,8 % — білих - 1,3 % — азіатів - 0,5 % — чорних або афроамериканців - 0,4 % — вихідців з тихоокеанських островів - 0,4 % — корінних американців - 2,7 % — осіб інших рас |

До двох чи більше рас належало 2,9 %. Частка іспаномовних становила 7,1 % від усіх жителів.
За віковим діапазоном населення розподілялося таким чином: 38,3 % — особи молодші 18 років, 54,3 % — особи у віці 18—64 років, 7,4 % — особи у віці 65 років та старші. Медіана віку мешканця становила 26,3 року. На 100 осіб жіночої статі у місті припадало 101,4 чоловіків;  на 100 жінок у віці від 18 років та старших — 99,7 чоловіків також старших 18 років.
Середній дохід на одне домашнє господарство  становив 96 070 доларів США (медіана — 86 495), а середній дохід на одну сім'ю — 98 940 доларів (медіана — 91 741). Медіана доходів становила 71 094 долари для чоловіків та 38 426 доларів для жінок. За межею бідності перебувало 8,0 % осіб, у тому числі 11,7 % дітей у віці до 18 років та 0,8 % осіб у віці 65 років та старших.
Цивільне працевлаштоване населення становило 4558 осіб. Основні галузі зайнятості: освіта, охорона здоров'я та соціальна допомога — 23,2 %, науковці, спеціалісти, менеджери — 14,8 %, роздрібна торгівля — 14,1 %.